# Dead Gorgeous
Dead Gorgeous (en español: Difuntas Encantadoras) es un programa de televisión australiano-británico para niños que se estrenó el 15 de marzo de 2010 en Gran Bretaña y 5 de abril de 2010 en Australia. Es producida por Burberry Productions y Coolabi Productions con escenarios de Australia. Se conocía anteriormente como Dead Normal, sin embargo el nombre fue cambiado. Se pensaba que Dead Gorgeous estaría al aire en un "Especial de Halloween", aunque esto era un truco publicitario.

## Producción
El show es producido por Burberry Productions y Coolabi Productions en asociación con la Australian Broadcasting Corporation y la British Broadcasting Corporation, así como la Screen Australia, Film Victoria y distribuido por Cake Distribution. Es filmado en Ripponlea. También algunas escenas, son filmadas en La Bassa (Mansión en Melbourne) y la Ruyton Girls School. Un especial de Halloween se dijo que se filmaría a principios de 2010 y era solo un rumor.